# Kinderspiel des Jahres – Auswahlliste
Die Auswahlliste zum Kinderspiel des Jahres wurde ein Jahr nach Einführung des Kinderspiel des Jahres analog zur Auswahlliste des Spiel des Jahres 2002 eingeführt. Bereits nach zwei Jahren wurde 2004 die Auswahlliste durch die Empfehlungsliste ersetzt.

## Die Spiele der Auswahlliste zum Kinderspiel des Jahres
| Jahr | KdJ                    | Spiel                  | Autor                                            | Verlag               | Spieleranzahl | Alter |
| ---- | ---------------------- | ---------------------- | ------------------------------------------------ | -------------------- | ------------- | ----- |
| 2002 | Kinderspiel des Jahres | Maskenball der Käfer   | Peter-Paul Joopen                                | Selecta              | 2 oder mehr   | ab 4  |
| 2002 | 2nom.                  | Bärenstark             | Heinz Meister                                    | Goldsieber           | 2–4           | ab 5  |
| 2002 | 2nom.                  | Höchst verdächtig      | Manfred Ludwig                                   | HABA                 | 2–4           | ab 6  |
| 2002 | 3                      | Cocotaki               | Haim Shafir                                      | Amigo                | 2–10          | ab 5  |
| 2002 | 3                      | Krokodil unterm Bett   | Helmut Huber                                     | Jumbo                | 2–6           | ab 3  |
| 2002 | 3                      | Lotti Karotti          |                                                  | Ravensburger         | 2–4           | ab 5  |
| 2002 | 3                      | Schnapp zu!            | Susanne Armbruster                               | HABA                 | 2–4           | ab 4  |
| 2003 | Kinderspiel des Jahres | Viva Topo!             | Manfred Ludwig                                   | Selecta              | 2–4           | ab 4  |
| 2003 | 2nom.                  | Lauras Sternenspiel    | Kai Haferkamp, Rüdiger Husmeier                  | Amigo                | 2–4           | ab 4  |
| 2003 | 2nom.                  | Robbys Rutschpartie    | Wolfgang Kramer, Jürgen P.K. Grunau, Hans Raggan | Kosmos               | 2–4           | ab 4  |
| 2003 | 3                      | Der Krähenschatz       | Uli Geißler                                      | Werksiedlung Kandern | 2–4           | ab 5  |
| 2003 | 3                      | Der Plumpsack geht um  | Reinhard Staupe                                  | Amigo                | 2–5           | ab 5  |
| 2003 | 3                      | Max Mäuseschreck       |                                                  | Ravensburger         | 2–4           | ab 4  |
| 2003 | 3                      | Schloss Schlotterstein | Kai Haferkamp, Markus Nikisch                    | HABA                 | 1–6           | ab 5  |
| 2003 | 3                      | Sparito!               | Gunter Baars                                     | Selecta              | 2–4           | ab 5  |